# 부산 부산진구의 국회의원

## 행정구역 변천
- 1957년 1월 1일 경상남도 부산시 부산진구 설치
- 1963년 1월 1일 동래군 구포읍·사상면 편입, 부산직할시 부산진구
- 1975년 10월 1일 부산진구 대연동·용호동·용당동·감만동·우암동·남천동·적기동 일부가 신설 남구에 편입
- 1978년 2월 15일 부산진구 구포동·금곡동·화명동·덕천동·만덕동·삼락동·모라동·덕포동·괘법동·감전동·엄궁동·주례동·학장동이 신설 북구에, 금성동이 동래구에 편입,학장동 일부가 서구 서대신4동에 편입
- 1995년 1월 1일 부산광역시 부산진구

## 부산 부산진구의 역대 국회의원 일람
| 대수         | 이름           | 소속정당     | 임기                               | 선거구역 |
| ------------ | -------------- | ------------ | ---------------------------------- | --- |
| 제4대        | 이종남(李種南) | 민주당       | 1958년 5월 31일 - 1960년 7월 28일  | 부산시 부산진구 갑: 부전1동 부전2동 부전3동 범전동 연지동 초읍동 양정1동 양정2동 전포1동 전포2동 부암동 당감1동 당감2동 개금동 가야1동 가야2동                                                  |
| 제4대        | 박찬현(朴瓚鉉) | 민주당       | 1958년 5월 31일 - 1960년 7월 28일  | 부산시 부산진구 을: 범일4동 범일5동 범일8동 문현1동 문현2동 대연동 용호동 용당동 감밀동 우암동 남천동                                                                                           |
| 제5대 민의원 | 이종남(李種南) | 민주당       | 1960년 7월 29일 - 1961년 5월 16일  | 부산시 부산진구 갑: 부전1동 부전2동 범전동 양정동 전포1동 전포2동 부암동 당감1동 당감2동 가야동                                                                                                 |
| 제5대 민의원 | 박찬현(朴瓚鉉) | 민주당       | 1960년 7월 29일 - 1961년 5월 16일  | 부산시 부산진구 을: 범천1동 범천2동 범천3동 문현1동 문현2동 대연동 용호동 용당동 감만동 우암동 남천동                                                                                           |
| 제6대        | 김임식(金任植) | 민주공화당   | 1963년 12월 17일 - 1967년 6월 30일 | 부산진구 갑: 부전1동 부전2동 범전동 성지동 양정동 부암동 당감1동 당감2동 가야동 구포동 금성동 금곡동 화명동 덕천동 만덕동 삼락동 모라동 덕포동 괘법동 감전동 주례동 학장동 엄궁동               |
| 제6대        | 최두고(崔斗高) | 민주공화당   | 1963년 12월 17일 - 1967년 6월 30일 | 부산진구 을: 문현1동 문현2동 범천1동 범천2동 범천3동 전포1동 전포2동 대연동 우암동 감만동 용당동 용호동 남천동                                                                                  |
| 제7대        | 정상구(鄭相九) | 신민당       | 1967년 7월 1일 - 1971년 6월 30일   | 부산진구 갑: 부전1동 부전2동 범전동 연지동 초읍동 양정동 부암동 당감1동 당감2동 가야동 개금동 구포동 금성동 금곡동 화명동 덕천동 만덕동 삼락동 모라동 덕포동 괘법동 감전동 주례동 학장동 엄궁동 |
| 제7대        | 최두고(崔斗高) | 민주공화당   | 1967년 7월 1일 - 1971년 6월 30일   | 부산진구 을: 문현1동 문현2동 범천1동 범천2동 범천3동 범천4동 전포1동 전포2동 대연동 우암동 감만동 용당동 용호동 남천동                                                                          |
| 제8대        | 김임식(金任植  | 민주공화당   | 1971년 7월 1일 - 1972년 10월 17일  | 부산진구 갑: 부전1동 부전2동 범전동 연지동 초읍동 양정동 부암동 당감1동 당감2동 가야동 개금동 구포동 금성동 금곡동 화명동 덕천동 만덕동 삼락동 모라동 덕포동 괘법동 감전동 주례동 학장동 엄궁동 |
| 제8대        | 정해영(鄭海永) | 신민당       | 1971년 7월 1일 - 1972년 10월 17일  | 부산진구 을: 문현1동 문현2동 범천1동 범천2동 범천3동 범천4동 전포1동 전포2동 대연동 우암동 감만동 용당동 용호동 남천동                                                                          |
| 제9대        | 정해영(鄭海永) | 신민당       | 1973년 3월 12일 - 1979년 3월 11일  | 부산진구 일원(제3선거구) |
| 제9대        | 김임식(金任植) | 민주공화당   | 1973년 3월 12일 - 1979년 3월 11일  | 부산진구 일원(제3선거구) |
| 제10대       | 정해영(鄭海永) | 신민당       | 1979년 3월 12일 - 1980년 8월 27일  | 부산진구·북구 일원(제3선거구) |
| 제10대       | 김임식(金任植) | 민주공화당   | 1979년 3월 12일 - 1980년 10월 27일 | 부산진구·북구 일원(제3선거구) |
| 제11대       | 구용현(具龍鉉) | 민주정의당   | 1981년 4월 11일 - 1985년 4월 10일  | 부산진구 일원(제3선거구) |
| 제11대       | 김정수(金正秀) | 민권당       | 1981년 4월 11일 - 1985년 4월 10일  | 부산진구 일원(제3선거구) |
| 제12대       | 강경식(姜慶植) | 한국국민당   | 1985년 4월 11일 - 1988년 5월 29일  | 부산진구 일원(제3선거구) |
| 제12대       | 김정수(金正秀) | 신한민주당   | 1985년 4월 11일 - 1988년 5월 29일  | 부산진구 일원(제3선거구) |
| 제13대       | 정재문(鄭在文) | 통일민주당   | 1988년 5월 30일 - 1992년 5월 29일  | 부산진구 갑: 부전1동, 범전동, 연지동, 초읍동, 양정1동, 양정2동, 양정3동, 양정4동, 부암1동, 부암2동, 부암3동, 당감1동, 당감2동, 당감3동, 당감4동                                                 |
| 제13대       | 김정수(金正秀) | 통일민주당   | 1988년 5월 30일 - 1992년 5월 29일  | 부산진구 을: 부전2동, 전포1동, 전포2동, 전포3동, 전포4동, 가야1동, 가야2동, 가야3동, 개금1동, 개금2동, 개금3동, 범천1동, 범천2동, 범천4동                                                       |
| 제14대       | 정재문(鄭在文) | 민주자유당   | 1992년 5월 30일 - 1996년 5월 29일  | 부산진구 갑: 부전1동, 범전동, 연지동, 초읍동, 양정1동, 양정2동, 양정3동, 양정4동, 부암1동, 부암2동, 부암3동, 당감1동, 당감2동, 당감3동, 당감4동                                                 |
| 제14대       | 김정수(金正秀) | 민주자유당   | 1992년 5월 30일 - 1996년 5월 29일  | 부산진구 을: 부전2동, 전포1동, 전포2동, 전포3동, 전포4동, 가야1동, 가야2동, 가야3동, 개금1동, 개금2동, 개금3동, 범천1동, 범천2동, 범천4동                                                       |
| 제15대       | 정재문(鄭在文) | 신한국당     | 1996년 5월 30일 - 2000년 5월 29일  | 부산진구 갑: 부전1동, 범전동, 연지동, 초읍동, 양정1동, 양정2동, 양정3동, 양정4동, 부암1동, 부암2동, 부암3동, 당감1동, 당감2동, 당감3동, 당감4동                                                 |
| 제15대       | 김정수(金正秀) | 신한국당     | 1996년 5월 30일 - 2000년 5월 29일  | 부산진구 을: 부전2동, 전포1동, 전포2동, 전포3동, 전포4동, 가야1동, 가야2동, 가야3동, 개금1동, 개금2동, 개금3동, 범천1동, 범천2동, 범천4동                                                       |
| 제16대       | 정재문(鄭在文) | 한나라당     | 당선 무효                          | 부산진구 갑: 부전1동 범전동 연지동 초읍동 양정1동 양정2동 부암1동 부암3동 당감1동 당감2동 당감3동 당감4동                                                                                       |
| 제16대       | 김병호(金秉浩) | 한나라당     | 2002년 8월 9일 - 2004년 5월 29일   | 부산진구 갑: 부전1동 범전동 연지동 초읍동 양정1동 양정2동 부암1동 부암3동 당감1동 당감2동 당감3동 당감4동                                                                                       |
| 제16대       | 도종이(都鍾伊) | 한나라당     | 2000년 5월 30일 - 2004년 5월 29일  | 부산진구 을: 부전2동 전포1동 전포2동 전포3동 가야1동 가야2동 가야3동 개금1동 개금2동 개금3동 범천1동 범천2동 범천4동                                                                            |
| 제17대       | 김병호(金秉浩) | 한나라당     | 당선무효                           | 부산진구 갑: 부전1동 범전동 연지동 초읍동 양정1동 양정2동 부암1동 부암3동 당감1동 당감2동 당감3동 당감4동                                                                                       |
| 제17대       | 이성권(李成權) | 한나라당     | 2004년 5월 30일 - 2008년 5월 29일  | 부산진구 을: 부전2동 전포1동 전포2동 전포3동 가야1동 가야2동 가야3동 개금1동 개금2동 개금3동 범천1동 범천2동 범천4동                                                                            |
| 제18대       | 허원제(許元齊) | 한나라당     | 2008년 5월 30일 - 2012년 5월 29일  | 부산진구 갑: 부전1동 범전동 연지동 초읍동 양정1동 양정2동 부암1동 부암3동 당감1동 당감2동 당감3동 당감4동                                                                                       |
| 제18대       | 이종혁(李鍾赫) | 한나라당     | 2008년 5월 30일 - 2012년 5월 29일  | 부산진구 을: 부전2동 전포1동 전포2동 전포3동 가야1동 가야2동 가야3동 개금1동 개금2동 개금3동 범천1동 범천2동 범천4동                                                                            |
| 제19대       | 나성린(羅城麟) | 새누리당     | 2012년 5월 30일 - 2016년 5월 29일  | 부산진구 갑: 부전1동 범전동 연지동 초읍동 양정1동 양정2동 부암1동 부암3동 당감1동 당감2동 당감3동 당감4동                                                                                       |
| 제19대       | 이헌승(李憲昇) | 새누리당     | 2012년 5월 30일 - 2016년 5월 29일  | 부산진구 을: 부전2동 전포1동 전포2동 전포3동 가야1동 가야2동 가야3동 개금1동 개금2동 개금3동 범천1동 범천2동 범천4동                                                                            |
| 제20대       | 김영춘(金榮春) | 더불어민주당 | 2016년 5월 30일 - 2020년 5월 29일  | 부산진구 갑: 부전1동 범전동 연지동 초읍동 양정1동 양정2동 부암1동 부암3동 당감1동 당감2동 당감3동 당감4동                                                                                       |
| 제20대       | 이헌승(李憲昇) | 새누리당     | 2016년 5월 30일 - 2020년 5월 29일  | 부산진구 을: 부전2동 전포1동 전포2동 전포3동 가야1동 가야2동 가야3동 개금1동 개금2동 개금3동 범천1동 범천2동 범천4동                                                                            |
| 제21대       | 서병수(徐秉洙) | 미래통합당   | 2020년 5월 30일 - 2024년 5월 29일  | 부산진구 갑: 부전1동 범전동 연지동 초읍동 양정1동 양정2동 부암1동 부암3동 당감1동 당감2동 당감3동 당감4동                                                                                       |
| 제21대       | 이헌승(李憲昇) | 미래통합당   | 2020년 5월 30일 - 2024년 5월 29일  | 부산진구 을: 부전2동 전포1동 전포2동 전포3동 가야1동 가야2동 가야3동 개금1동 개금2동 개금3동 범천1동 범천2동 범천4동                                                                            |
| 제22대       | 정성국(鄭聖國) | 국민의힘     | 2024년 5월 30일 -                  | 부산진구 갑: 부전1동 범전동 연지동 초읍동 양정1동 양정2동 부암1동 부암3동 당감1동 당감2동 당감3동 당감4동                                                                                       |
| 제22대       | 이헌승(李憲昇) | 국민의힘     | 2024년 5월 30일 -                  | 부산진구 을: 부전2동 전포1동 전포2동 전포3동 가야1동 가야2동 가야3동 개금1동 개금2동 개금3동 범천1동 범천2동 범천4동                                                                            |

## 같이 보기
- 부산시의 국회의원
- 부산 남구의 국회의원
- 부산 북구의 국회의원
- 부산진구 갑
- 부산진구 을